# مارتن ورمازرن
مارتن ورمازرن (به انگلیسی: Maarten Jozef Vermaseren) 7 آوریل ۱۹۱۸ در نایمخن؛ † ۹ سپتامبر ۱۹۸۵ در آمستردام) مورخ دینی هلندی بود. به دنبال فرانس کومون، تخصص او فرقه‌های شرقی در امپراتوری روم بود.